# شبنم ثریا
شبنم ثریا (تاجیکی: Шабнами Сурайё؛ زادهٔ ۲۲ مهر ۱۳۶۰ شمسی ) خواننده اهل تاجیکستان است.

## زندگی‌
شبنم ثریا در ۲۲ مهرماه ۱۳۶۰ شمسی در شهر کولاب زاده شد. وی نام هنری شبنم "ثریا" را به افتخار مادرش ثریا قاسموا انتخاب کرد. مادر او ثریا قاسموا و خواهرش فرزانه خورشید نیز از خوانندگان شناخته‌شده در تاجیکستان هستند.

## حرفه
شبنم را مشهورترین خوانندهٔ تاجیکی می‌دانند، که شهرتش از مرزهای تاجیکستان گذشته و هنرش در آسیای میانه، ایران و افغانستان دوستدارانِ بسیاری دارد. شبنم آهنگ‌های تاجیکی، روسی، افغانی و فارسی را با موسیقیِ امروزی می‌خواند و برای همین به هوادارانش افزوده می‌شود.
شبنم ثریا در افغانستان نیز دارای محبوبیت است، بیشتر به این خاطر که به بازخوانی برخی از آهنگ‌های معروف افغانی از جمله یار سبزینه، تا ترا دیدم، از کدامین سفر امیر جان صبوری و شیشته باشم فرهاد دریا پرداخته‌است.
شبنم همچنین با همکاری خواننده جاوید شریف، آهنگی دونفره به‌نام «ای خدا» را ساخت. شبنم با خوانندگان مختلف تاجیک از جمله، بهرام، سهراب صفرزاد، پروینه شکرالله‌اوا و جانی‌بک نیز آوازهای دونفره اجرا کرده‌است.
او همچنین در کنسرت ۲۰۰۶ لیلا فروهر در تاجیکستان آواز خواند.
در سال ۲۰۰۷ شبنم ثریا، به‌عنوان سفیر حسن نیت از سوی سازمان ملل برگزیده شد تا به آگاهی در مورد بیماری ایدز در تاجیکستان کمک نماید.